# راديان

بعض الزوايا الشهيرة مقاسة بالراديان

طول قوس الدائرة مساوي لنصف قطرها يعادل زاوية بمقدار واحد راديان (rad) طول كامل قوس الدائرة يعادل زاوية بمقدار 2 ط راديان

الزاوية نصف القطرية أو الراديان أو التقدير الدائري هي وحدة قياس للزوايا المستوية وهي الوحدة الرسمية المعتمدة ضمن النظام الدولي للوحدات المستخدمة في الرياضيات والفيزياء وتعرف بأنها الزاوية المركزية الموضوعة على مركز الدائرة والتي تحدد قوساً طوله مساوي لنصف قطر الدائرة. يعادل الراديان الواحد {\displaystyle {\tfrac {180}{\pi }}} درجات، أي بالتقريب {\displaystyle 57.29578^{\circ }}.
رسميًا، فإنّ الراديان كمية لا بعدية، بعكس الثانية أو المتر، فهو مجرّد عدد. لذا فإنّ تدوين كلمة راديان (أو rad) هو للإيضاح فقط ويجب ألاّ يفهم منه أنّ له مفهومًا فيزيائيًا. عندما تكتب الزاوية بدون أي علامة، يقصد بشكل عام أن القيمة هي بالراديان، بينما تضاف العلامة {\displaystyle ^{\circ }} للإشارة إلى الدرجة.
إنّ وحدة القياس الرسمية المعتمدة ضمن النظام الدولي للوحدات للزاوية الفراغية الصلبة هي الستراديان، وهي، كذلك مثل الراديان، كميّة لابعديّة لأنها خارج مساحة على مساحة.

## تعريف
يعرّف الراديان الواحد على أنّه الزاوية المركزيّة في دائرة التي تقابل قوسًا طوله مساوٍ لطول نصف قطر الدائرة.

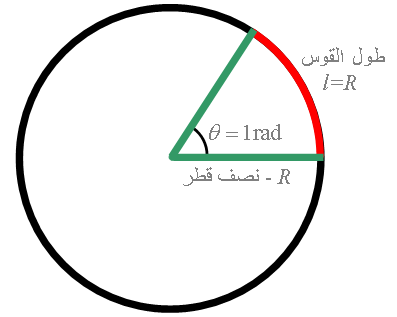
زاوية مركزيّة مقدارها 1 راديان تكون مقابلة لقوس طوله يساوي طول نصف قطر الدائرة

وبشكل عام، فإنّ مقدار أي زاوية مركزيّة يحصرها نصفا قطر ما بالراديان تساوي النسبة بين طول القوس المقابل للزاوية وبين نصف قطر الدائرة، أي أنّ:
{\displaystyle \theta ={\frac {l}{R}}}
بحيث أنّ:
{\displaystyle \theta } هي الزاوية المركزيّة،
{\displaystyle l} هو طول القوس،
و{\displaystyle R} هو طول نصف قطر الدائرة.
بالمقابل، فبالإمكان حساب طول قوس في دائرة نصف قطرها {\displaystyle R} يقابل زاوية مركزية مقدارها {\displaystyle \theta }: {\displaystyle l=\theta \cdot R}
من هذا القانون بالإمكان الاستدلال على مقدار الراديان الواحد. فإنّ زاوية دائرية كاملة تعادل {\displaystyle 360^{\circ }}، وهي تقابل قوسًا يساوي كل محيط الدائرة، لذا فإنّ مقدارها بالراديان هو: {\displaystyle {\tfrac {2\pi R}{R}}=2\pi }. إذا كانت زاوية مقدارها 360 درجة تعادل {\displaystyle 2\pi } راديان، فيعادل الراديان الواحد {\displaystyle {\tfrac {180}{\pi }}} درجة.

## تاريخ
أوّل من أتى بفكرة الراديان كان الرياضي البريطاني روجر كوتس، عام 1714. مع أنّه لم يطلق على الفكرة كلمة راديان، فقد فهم كوتس مدى بديهيّة المفهوم كوحدة للقياس الزاوي.

## تحويل بين الراديان والدرجة
للتحويل من راديان إلى درجات يجب أن نضرب الراديان بالقيمة {\displaystyle {\tfrac {180}{\pi }}}. فعلى سبيل المثال:
{\displaystyle 1\ {\mbox{rad}}={\frac {180}{\pi }}\approx 57.29578^{\circ }}
{\displaystyle {\frac {\pi }{3}}\ {\mbox{rad}}={\frac {\pi }{3}}\cdot {\frac {180}{\pi }}=60^{\circ }}
وبالمقابل، فللتحويل من درجات إلى راديان، يجب أن نضرب بالقيمة {\displaystyle {\tfrac {\pi }{180}}}:
{\displaystyle 1^{\circ }={\frac {\pi }{180}}\approx 0.01745\ {\mbox{rad}}}
{\displaystyle 90^{\circ }=90\cdot {\frac {\pi }{180}}={\frac {\pi }{2}}\ {\mbox{rad}}}
إمكانيّة أخرى هي تحويل مقدار الزاوية بالراديان إلى عدد الدورانات بواسطة القسمة على {\displaystyle 2\pi }. فمثلاً، إنّ {\displaystyle 6\pi \ {\mbox{rad}}} تعادل ثلاثة دورات كاملة.
| جزء الدائرة       | {\displaystyle 0}          | {\displaystyle {\tfrac {1}{12}}}   | {\displaystyle {\tfrac {1}{8}}}    | {\displaystyle {\tfrac {1}{6}}}    | {\displaystyle {\tfrac {1}{4}}}    | {\displaystyle {\tfrac {1}{2}}} | {\displaystyle {\tfrac {3}{4}}}     | {\displaystyle 1}            |
| الزاوية بالدرجات  | {\displaystyle 0^{\circ }} | {\displaystyle 30^{\circ }}        | {\displaystyle 45^{\circ }}        | {\displaystyle 60^{\circ }}        | {\displaystyle 90^{\circ }}        | {\displaystyle 180^{\circ }}    | {\displaystyle 270^{\circ }}        | {\displaystyle 360^{\circ }} |
| الزاوية بالراديان | {\displaystyle 0}          | {\displaystyle {\tfrac {\pi }{6}}} | {\displaystyle {\tfrac {\pi }{4}}} | {\displaystyle {\tfrac {\pi }{3}}} | {\displaystyle {\tfrac {\pi }{2}}} | {\displaystyle \pi }            | {\displaystyle {\tfrac {3\pi }{2}}} | {\displaystyle 2\pi }        |

## التحليل البعدي
كثيرًا ما يستخدم الراديان كوحدة القياس المفضّلة في العديد من المجالات. ففي حساب التفاضل والتكامل، مثلاً، يساعد كون الراديان كميّة غير بعديّة في صياغ المعادلات والبراهين، وهذا بسبب عدم وجود حاجة إلى «إلغاء» وحدة القياس.
إنّ استعمال الراديان، خاصّة في الدوال المثلثية كالجيب وجيب التمام وغيرها، هو بسيط. فمثلاً بواسطة الراديان بالإمكان برهنة نهاية الدالة الآتية:
{\displaystyle \lim _{h\rightarrow 0}{\frac {\sin h}{h}}=1,}
وهي نتيجة أساسيّة. كذلك، بالإمكان برهنة عدد من المعادلات المثلثية:
{\displaystyle {\frac {d}{dx}}\sin x=\cos x}
{\displaystyle {\frac {d^{2}}{dx^{2}}}\sin x=-\sin x.}
بسبب مثل هذه الخواص وغيرها، قد تظهر الدوال المثلثية بالتمثيل الرادياني في سياقات قد لا تمت بصلة مباشرة للمفهوم الهندسي الأصلي لتلك الدوال. فمثلاً، تكون هذه الدوال حلاًّ للمعادلة التفاضلية التالية: {\displaystyle {\frac {d^{2}y}{dx^{2}}}=-y}.
طريقة أخرى لرؤية الفائدة من وراء كون الراديان كميّة لا بعدية تظهر عند التمعن بمتسلسلة تايلور للدوال المثلثيّة:
{\displaystyle sin(x)=x-{\frac {x^{3}}{3!}}+{\frac {x^{5}}{5!}}-{\frac {x^{7}}{7!}}+\ldots }
فإذا لم يكن الراديان كميّة غير بعديّة، لما كان بإمكان متسلسلة تايلور أن تكتب بهذه البساطة، إذ كان يتوجّب إلغاء البعد الفيزيائي للكمية لكي نتمكن من جمع كل الحدود، لأنّ كل منها بقوّة مختلفة. فلا يمكن أن نجمع حدًا بُعده متر وحدًا بُعده متر{\displaystyle ^{3}}.

## الاستعمال في الفيزياء
إنّ استعمال وحدة الراديان في الفيزياء أمر شائع لقياس الزوايا. فعلى سبيل المثال، تقاس السرعة الزاوية في غالب الأحيان بوحدات راديان في الثانية ({\displaystyle {\tfrac {rad}{sec}}}). وإنّ وحدة الدورة في الثانية تعادل {\displaystyle 2\pi \ {\mbox{rad}}} في الثانية. كما ويقاس التّسارع الزاويّ بشكل عام بوحدة الراديان في الثانية في الثانية ({\displaystyle {\tfrac {rad}{sec^{2}}}}).
يعود سبب الاستعمال الشائع للراديان في الفيزياء إلى نفس أسباب استعماله في الرياضيات - فإنّ استعمال الكمية يبسط الأمور في الكثير من الأحيان.